# 查尔斯·L·麦克纳里
查尔斯·林扎·麦克纳里（英語：Charles Linza McNary，1874年6月12日—1944年2月25日），美国共和党政治人物，曾于1917年至1944年间担任俄勒冈州联邦参议员，并于1933年至1944年间出任参议院少数党领袖。在参议院任内，他帮助通过了建造博纳维尔大坝的议案，并专注于农林议题。此外，在大萧条开始后他还支持了许多罗斯福新政的计划。在1993年马克·哈特菲尔德打破他的纪录之前，他是俄勒冈州在任时间最长的联邦参议员。
麦克纳里是1940年总统选举中共和党的副总统候选人。不过最终他与共和党总统候选人温德尔·威尔基大败给了第三次连任的民主党总统富兰克林·罗斯福与他的副总统亨利·阿加德·华莱士。
麦克纳里早年曾于1908年至1913年间担任过威廉米特大学法学院院长，此后又于1913年至1915年间出任俄勒冈州最高法院法官。
1944年，仍在参议员任上的麦克纳里在一场脑瘤手术后去世。在其死后，俄勒冈州为其举行了州葬。